# میچل
میچل (به روسی: Мечел) یکی از بزرگترین شرکت‌های استخراج معدن روسی است، که در زمینه استخراج و تولید زغال سنگ، سنگ آهن، فولاد، نورد محصولات فولادی و فلزشناسی فعالیت می‌کند. 
دفتر مرکزی شرکت میچل در شهر مسکو قرار دارد. این شرکت در کشورهای روسیه، لیتوانی، قزاقستان، بلغارستان، اوکراین، انگلستان و ایالات متحده، دارای عملیات می‌باشد. بخشی از سهام این شرکت در بازارهای بورس نیویورک و بورس مسکو معامله می‌شود.